# EX Lupi-variabel
EX Lupi-variabeln är en typ av eruptiv variabel och bildar en särskild undergrupp till Orionvariablerna, bland T Tauri-stjärnorna (TTS). Variablerna i undergruppen kallas även exorer. EX Lupi-variablerna ökar i ljusstyrka åtskilliga magnituder under ett antal månader eller några år. Utvecklingsmässigt verkar fuorerna utvecklas till exorer, varför variabeltypen också emellanåt benämns subfuorer. Exorerna är mindre luminösa än fuorerna och har spektran som innehåller emissionslinjer istället för fuorernas absorptionslinjer.
Prototypstjärnan EX Lupi varierar mellan visuell magnitud +8,5 och 14,3 utan någon fastställd periodicitet.